# Erica polycoma
Erica polycoma är en ljungväxtart som beskrevs av George Bentham. Erica polycoma ingår i släktet klockljungssläktet, och familjen ljungväxter. Inga underarter finns listade i Catalogue of Life.